# Basilan
Basilan (Chính thức: Tỉnh Basilan, tiếng Filipino: Lalawigan ng Basilan, tiếng Chavacano: Provincia de Basilan) là một tỉnh của Philippines. Hầu hết tỉnh thuộc Vùng tự trị Hồi giáo Mindanao, trừ tỉnh lỵ là thành phố Isabela được xếp là thuộc vùng Vùng Hành chính Bán đảo Zamboanga. Basilan nằm gần phía nam bờ biển của bán đảo Zamboaga. Basilan là hòn đảo cực bắc và là đảo lớn nhất của Quần đảo Sulu
Basilan mặc dù được xếp là tỉnh loại 4 về thu nhập nhưng đây là tỉnh duy nhất của Vùng tự trị Hồi giáo Mindanao nằm trong nhóm 20 tỉnh nghèo nhất của Philippines với thứ hạng 61. Tuy nhiên chênh lệch giàu nghèo lại thấp thứ 3 cả nước.

## Địa lý

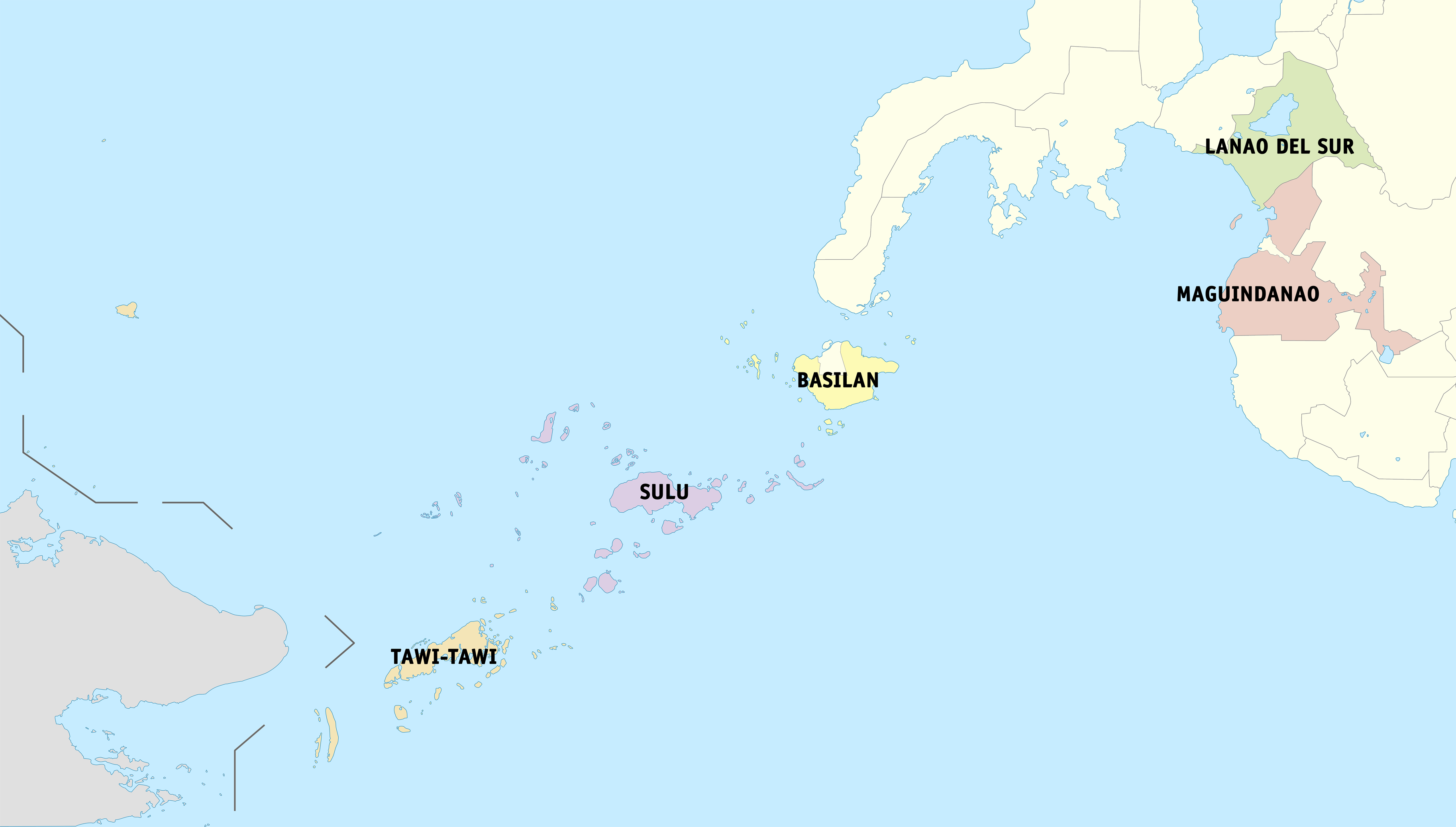
Basilan thuộc Vùng tự trị Hồi giáo Mindanao

Basilan là một trong hệ thống 7.107 hòn đảo của quần đảo Philippines. Basilan thuộc quần đảo Sulu giữa đảo Mindanao của Philippines và đảo Kalimantan với tổng số khoảng 400 hòn đảo. Chuỗi đảo là một trong hai cầu nối tới Kalimantan và là một nơi quan trọng của tuyến đường di cư của những loài chim
Phía bắc Basilan là Eo biển Basilan, phí tây bắc và tây là biển Sulu, Vịnh Moro là phía đông bắc, biển Celebes ở phía nam, đông nam và đông.
Khí hậu trên đảo cũng tương tự như trên bán đảo Zamboanga. Lượng mưa trung bình là khoảng 1100 mm và nhirtj độ trung bình là 26,6 °C. Basilan, cũng như toàn Mindana nằm ngoài ảnh hưởng của các cơn bão. Tháng 3 đến tháng 5 nóng và khô. Tháng 6 đến tháng 10 là những tháng mưa nhiều. Từ tháng 11 đến tháng 2 khá mát mẻ. Độ ẩm trung bình cả năm khoảng 77%

## Nhân khẩu

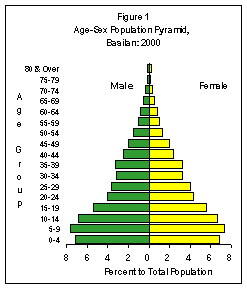
Tháp tuổi Basilan năm 2000

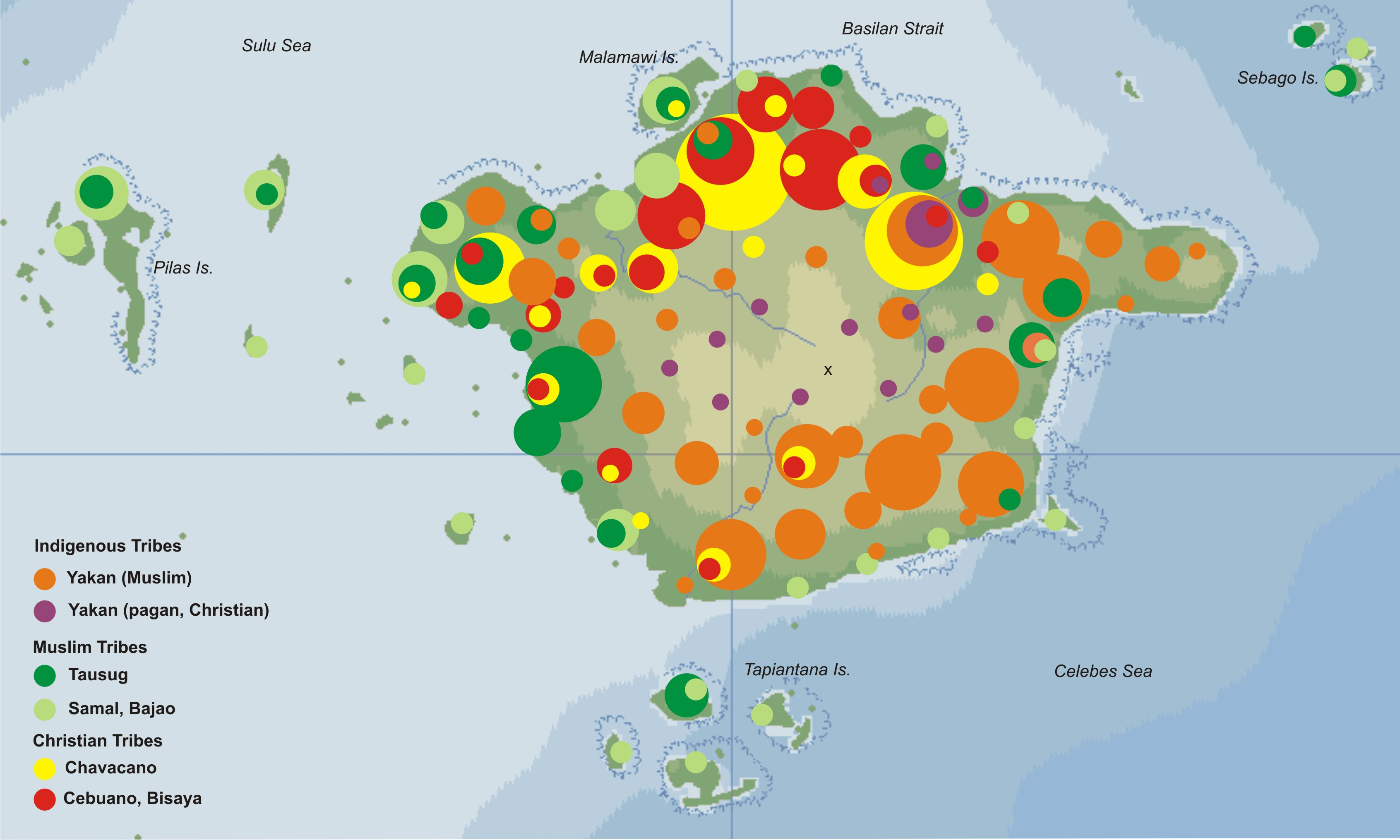
Phân bố sắc tộc Basilan

Tuổi trung bình ở Basilan là 19 tuổi, giảm so với trung bình năm 1995 là 25 tuổi. Tỷ lệ giới tính tương đối cân bằng tuy nhiên có nhiều phụ nữ hơn trong nhóm tuổi 15-39 trong khi các nhóm tuổi khác có số nam cao hơn. 55,2% dân số ở trong độ tuổi lao động 15-64 trong khi 42,3% là từ 0-14 tuổi. Ước tính Basilan có 60.582 hộ gia đình, 19.740 hộ thuộc khu vực thành thị và 40.842 hộ thuộc khu vực nông thôn
Văn hoá trên đảo chịu ảnh hưởng của ba dân tộc bản địa là người Yakan, người Tausug và người Chavacano. Hia nhóm trước chủ yếu theo Hồi giáo còn người Chavacano chủ yếu là theo Thiên chúa giáo. Người Chavacano đến từ tỉnh Cebuano và khu vực Ilonggo/Hiligaynon Bisaya nguyên là các cộng đồng Thiên chúa giáo:
- Người Yakan: 137.545 hay 41,36%
- Người Tausug: 76.366 hay 22,96%
- Người Chavacano/Bisaya/Cebuano/Hiligaynon/Ilonggo/Ilocano/Ibanag: 71.344 hay 21,45%
- Samal/Bajao/Tagalog/Maranao/Maguindanao/Bikolano: 46.174 hay 14,23%

### Tôn giáo
- Hồi giáo (dòng Sunni): 41%
- Hồi giáo (dân gian): 30%
- Công giáo La Mã: 24%
- Tin Lành: 3%
- Khác: 2%

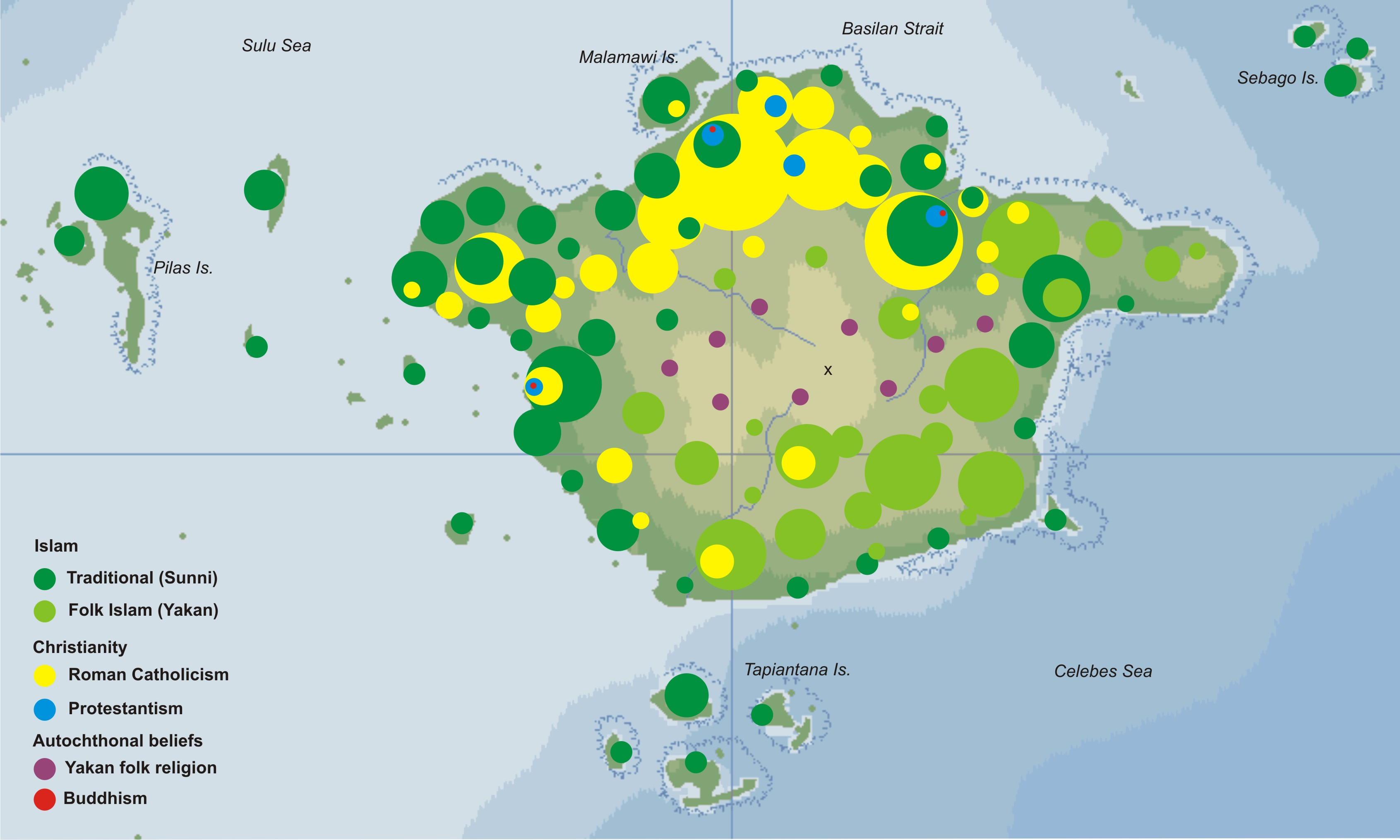
Phân bố tôn giáo tại Basilan

Nhưng người Hoa nhập cư gần đây theo Phật giáo và Đạo giáo, trong khi những người Hoa nhập cư từ lâu hơn đã cải sang đạo Hồi hay đạo Thiên Chúa nhưng hầu hết vẫn giữa tín ngưỡng truyền thống của mình.

### Ngôn ngữ
Tiếng Chavacano là ngôn ngữ chue yếu của Basilan với 80% dân số, đây là khu vực tập trung người nói tiếng Chavano ở Philippines ngoài thành phố Zamboanga. Hầu hết người dân cũng có thể dùng tiếng Filipino/tiếng Tagalog như ngôn ngữ thứ hai. Tiếng Tausug cũng được nói rộng rãi. Người Hoa chủ yếu nói tiếng Phúc Kiến.

## Kinh tế
Nông nghiệp là nguồn thu hập chính của người dân Basilan. Các nông sản chính là dừa (chủ yếu là cúi dừa khô), cao su, cà phê, hồ tiêu, dầu cọ châu Phi.

## Hành chính

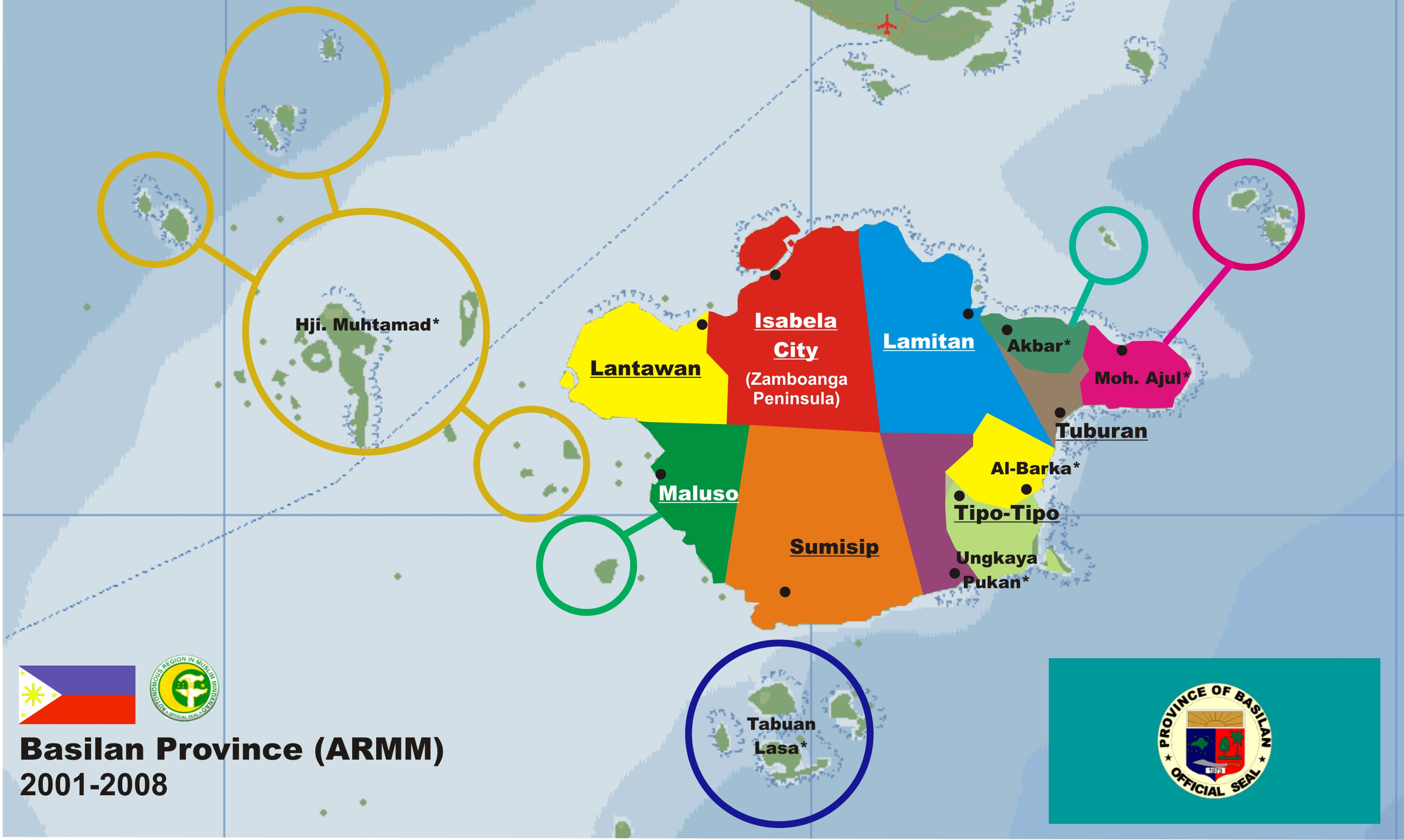
Bản đồ Hành chính Basilan

Tỉnh có 13 đơn vị hành chính gồm 2 thành phố và 11 thành phố tự trị:
| Thành phố         | Thị trưởng             | Số Barangay | Dân số (2007) |
| ----------------- | ---------------------- | ----------- | ------------- |
| Thành phố Isabela | Cherrylyn Santos-Akbar | 45          | 87.985        |
| Thành phố Lamitan | Roderick H. Furigay    | 45          | 82.075        |

| - Sumisip - Maluso - Ungkaya Pukan - Lantawan - Tipo-Tipo - Tuburnan | - Al-Barka - Hadji Mohammad Ajul - Akbar - Hadji Muhtamad - Tabuan-Lasa |

- Lưu ý: Thành phố Isabela là một phần của Vùng Hành chính Bán đảo Zamboanga

## Lịch sử
Mặt trận Giải phóng Quốc gia Moro (MNLF), một nhóm vũ trang theo chủ nghĩa Mao Trạch Đông đã nổi dậy vào năm 1971. Tổ chức này được lãnh đạo bởi giảng viên thiên tả Nur Misuari của trường Đại học Philippines. Tổ chức đã phá hoại các đồn điền, phóng hoả tất cả các ngôi làng của người Thiên Chúa giáo và gây nỗi khiếp đảm cho các cư dân khu vực ven biển. Hành động này đã dẫn tới thiết lập điều luật Chiến tranh của Tổng thống Ferdinand Marcos năm 1972 và việc thành lập tỉnh Basilan.